# Olga Sandberg
Olga Göthilda Katarina Sandberg, född 21 december 1844 i Klara församling, Stockholm, död 25 september 1926 I Brännkyrka församling, Stockholm, begravd 30 september på Sandsborgskyrkogården i Stockholm, var en svensk ballerina och musiklärare.
Sandbergs föräldrar var skomakarmästare Olof Gustaf Sandberg och hans hustru Anna Catharina Westling.
Sandberg var elev vid Kungliga Baletten 1854 och sekonddansös 1865–1870. Hon var elev till Gasperini och uppträdde på Victoriateatern i Berlin, i Rostock och i Lemberg. Hon var därefter aktiv på Wiener Staatsoper i Wien 1873–1878. 
Bland hennes roller märks La magniola, Polka coquette, Valse, Jalousie de metier, Polka mazurka och Abbedissan i Robert.